# Юго-Запад (Минск)
Юго-Запад — один из микрорайонов Минска. Находится на территории Московского района Минска.

## История
Впервые план застройки территории, позднее названной микрорайоном Юго-Запад, был составлен в 1973 году. Практическая его реализация в виде строительных работ началась в 1977 году. Главной улицей микрорайона стал проспект Дзержинского, в который была реконструирована и значительно расширена бывшая улица Советских Пограничников, существовавшая тут в бытность этой местности пригородом Минска.
В начале 1980-х годов в рамках создания инфраструктуры района в 1 и 2 микрорайонах были открыты соответственно универсамы «Юго запад» и «Волгоград». А 31 декабря 1989 года на территории между проспектом Дзержинского и микрорайоном Юго-Запад-2 был открыт кинотеатр «Берестье». Чуть позже в июне 1991 года рядом с ним был открыт универсам «Кирмаш». А 1 сентября 2014 года рядом с ними был открыт многофункциональный торговый центр «Титан».

## Расположение
Расположен в юго-западной части Минска. С юго-запада граничит с микрорайоном Малиновка; с юго-востока — отделен проспектом Дзержинского от остатков деревни Петровщина, медицинского городка по улице Семашко и Студенческой деревни; с северо-востока — граничит с новым микрорайоном Михалово и остатками одноименной деревни; с северо-запада — отделен зелеными насаждениями от микрорайона Сухарево и остатков одноименной деревни. Ряд кварталов по берегам долины Лошицы являются «спорными»: их относят как к Малиновке, так и к Юго-Западу.

## Состав
В Юго-Запад входят следующие микрорайоны (в скобках указаны альтернативные названия «спорных» микрорайонов)
- Юго-Запад-1[5]
- Юго-Запад-2[6]
- Юго-Запад-3[7]
- Юго-Запад-4[8]
- Юго-Запад-5 (Малиновка-1)
- Юго-Запад-6 (Малиновка-2)
- Юго-Запад-7 (Малиновка-3)
- Юго-Запад-7.2 (Малиновка-3.2)

Юго-Запад-5 находится на правом берегу долины Лошицы, остальные микрорайоны — на левом.
В зоне, отграниченной проспектами газеты «Правда» и Дзержинского, а также улицами Алибегова и Голубева, где ранее располагались остатки бывшей деревни Петровщина и плоскостные автостоянки, в 2000-е и 2010-е гг. были возведены 2 современных жилых комплекса: соответственно, «Петровщина» и «Московский».

## Улицы микрорайона
- Голубева
- Алибегова
- Рафиева (также в Малиновке)
- проспект Любимова
- проспект газеты «Правда»
- проспект газеты «Звязда»
- проспект Дзержинского (также в других микрорайонах Московского района)

С учетом «спорных» кварталов, через микрорайон также проходят:
- Белецкого
- Космонавтов (также в Малиновке)
- Есенина (также в Малиновке)

## Население
Как минимум 85 тыс. человек в 4-х «неспорных» кварталах.

## Объекты
- Консульство Федеративной Республики Германия (Минск, проспект Газеты «Правда», 11д)[10].

## Инфраструктура
В микрорайоне Юго-Запад расположен ряд детских дошкольных учреждений, школ и гимназий, а также лицей № 1 (по проспекту газеты «Звязда», 6/А) и детская музыкально-художественная школа искусств № 1 (по Алибегова, 20).
Микрорайон хорошо обеспечен торговыми предприятиями: в непосредственной близости от него находятся 2 гипермаркета («Гиппо» между Юго-Западом и Сухарево и «ProStore» между Юго-Западом, Малиновкой и Брилевичами), в центре микрорайона (на пересечении Голубева и проспекта газеты «Звязда») расположен Московский рынок, имеется целый ряд крупных универсальных магазинов (преимущественно сетевых), торгово-бытовых и торгово-развлекательных центров. В то же время, в Юго-Западе почти отсутствуют мелкие магазинчики различных специализаций, рассеянные по микрорайону (в том числе из-за того, что в большинстве домов нет специально выделенных под торговлю 1-х этажей или пристроек).
В области здравоохранения в Юго-Западе действуют: 32-я городская поликлиника (по Голубева, 25), 15-я городская детская поликлиника (по Голубева, 27) и 13-я городская стоматологическая поликлиника (по проспекту газеты «Правда», 58/2). 32-я поликлиника обслуживает почти весь «неспорный» Юго-Запад, а также микрорайон и деревню Михалово и часть деревни Сухарево. В то же время, несколько крайних домов в Юго-Западе-2 обслуживает 39-я городская поликлиника в Брилевичах, а в Юго-Западе-3 — 25-я центральная районная поликлиника в Малиновке. «Спорные» кварталы на левом берегу долины Лошицы целиком обслуживают 25-я и 5-я поликлиника в Малиновке, а «спорный» квартал Юго-Запад-5 на правом берегу — частью 5-я поликлиника, частью 39-я в Брилевичах. 15-я детская поликлиника обслуживает весь Юго-Запад, кроме «спорного» квартала на правом берегу (его обслуживает 8-я детская поликлиника в Малиновке). Кроме того 15-я поликлиника обслуживает деревню Михалово, часть деревни Сухарево, часть домов частного сектора в долине Лошицы и дома в медицинском городке Семашко.
В микрорайоне Юго-Запад также расположены: Дом ребенка № 1 для детей с органическим поражением центральной нервной системы и психики (в бывшем здании детского сада по проспекту газеты «Правда», 32) и филиал наркологического диспансера (по проспекту газеты «Правда», 26).
За каждым кварталом Юго-Запада закреплен свой ЖЭС УП «ЖРЭО Московского района г. Минска». При этом, на западную и восточную части левобережного Юго-Запада (разделенные проспектом газеты «Звязда») приходится по 1-му жилищно-эксплуатационному управлению и по 3 ЖЭСа в составе каждого из них. Правобережный же «спорный» квартал Юго-Запад-5 обслуживается ЖЭСом одного из жилищно-эксплуатационного управлений, обслуживающих Малиновку.
В бывшей зеленой зоне между проспектом Дзержинского и проспектом газеты «Правда» расположено кладбище «Брилевское» (закрыто для обычных захоронений, однако подзахоранивают урны с прахом близких родственников), суд Московского района, универмаг «Кирмаш» (бел. «Ярмарка»), кинотеатр «Берестье», храм Преображения Господня белорусской православной церкви, торговый центр «Магнит» (не следует путать с одноименным ТЦ в микрорайоне Сухарево) и крупнейший в микрорайоне торговый центр «Титан». В здание последнего 24 декабря 2014 года переехал отдел ЗАГС Московского района.
В торгово-бытовом центре по проспекту газеты «Правда», 20 расположена Центральная детская библиотека им. Н. Островского (главная детская библиотека Минска).

## Транспорт
Наземный общественный транспорт представлен автобусными и троллейбусными маршрутами, а также маршрутными такси. Микрорайон почти полностью оснащен троллейбусной контактной сетью: она не проложена только на участке проспекта газеты «Правда» от Голубева до Алибегова (с учетом «спорных» кварталов — также на улицах Белецкого, Космонавтов и коротком участке проспекта газеты «Звязда» от Белецкого до проспекта Любимова). На территории микрорайона расположена диспетчерская станция «Юго-Запад».
Несмотря на то, что у Юго-Запада есть своя диспетчерская станция, значительная часть марштрутов микрорайона (в особенности это касается маршрутных такси) — сквозные, то есть начинаются и заканчиваются в других районах города. Как правило они связывают соседние микрорайоны (обычно Малиновку) с другими районами, проходя при этом через Юго-Запад и обслуживая его нужды. В то же время, имеется и ряд «местных» маршрутов, связующих Юго-Запад с Малиновкой и Брилевичами, центром города, несколькими дальними микрорайонами, а также пригородным поселком Богатырёво.
Рядом с Юго-Западом расположена станция метро «Петровщина» Московской линии минского метро (на пересечении Голубева и проспекта Дзержинского). Рядом со «спорным» кварталом Юго-Запад-5 на правом берегу долины Лошицы расположена следующая станция «Малиновка».
Представление о развитии транспорта в этом микрорайоне может дать статистика. В таблице представлены для сравнения данные о количестве маршрутов, ходивших от диспетчерской «Юго-Запад»: по состоянию на начало 2005 года, когда еще не начались работы по продлению Московской линии метро к окраинам Московского района, и на начало 2015 года, когда продление метро уже было завершено.
| Конечная  | Автобусные маршруты | в том числе экспрессные | Троллейбусные машруты | Маршруты такси | Дата сведений   |
| --------- | ------------------- | ----------------------- | --------------------- | -------------- | --------------- |
| Юго-Запад | —                   | —                       | 7 шт.                 | 1 шт.          | февраль 2005 г. |
| Юго-Запад | 2 шт.               | —                       | 4 шт.                 | —              | январь 2015 г.  |

- Автобусы:

1. 23 — Д/С Малиновка 4 — Городской Вал
2. 28 — Масюковщина — Д/С Серова
3. 30c — Красный Бор — Корженевского
4. 38 – ст. м. «Петровщина» – Сухарево-8 (ул. Семеняко, 44)
5. 74c — Д/С Малиновка 4 — Городской Вал
6. 75 — Д/С Малиновка 4 — Ст. м. Петровщина
7. 83э — Д/С Малиновка 4 — ТЦ Ждановичи
8. 84 — Д/С Малиновка 4 — Слепянка
9. 103 — Д/С Юго-Запад — Д/С Малиновка 4
10. 104 — Д/С Малиновка-4 — Тополиная (Сеница)
11. 116 — Малиновка-8 — Каменная Горка 5
12. 122э — Д/С Кунцевщина — Пер. С. Ковалевской
13. 156э — Д/С Юго-Запад — Водоочистительная станция
14. 170с — АС Юго-Западная — Западное кладбище
15. 180с — Красный Бор — Д/С Серова

- Троллейбусы

1. 10 — Д/С Малиновка 4 — Д/С Веснянка
2. 25 — Д/С Малиновка 4 — Д/С Кунцевщина
3. 32 — Д/С Малиновка 4 — Ст. м. Петровщина
4. 36 — Д/С Юго-Запад — Д/С Серебрянка
5. 39 — Д/С Юго-Запад — Саперов
6. 40 — Д/С Юго-Запад — Д/С Карастояновой (отдельные рейсы от ул. Семеняко под №40а)
7. 52 — Д/С Малиновка 4 — Д/С Кунцевщина
8. 53 — Д/С Малиновка 4 — Д/С Зеленый Луг 7
9. 90 – АС Юго-Западная – ул. Юрия Семеняко

## Достопримечательности

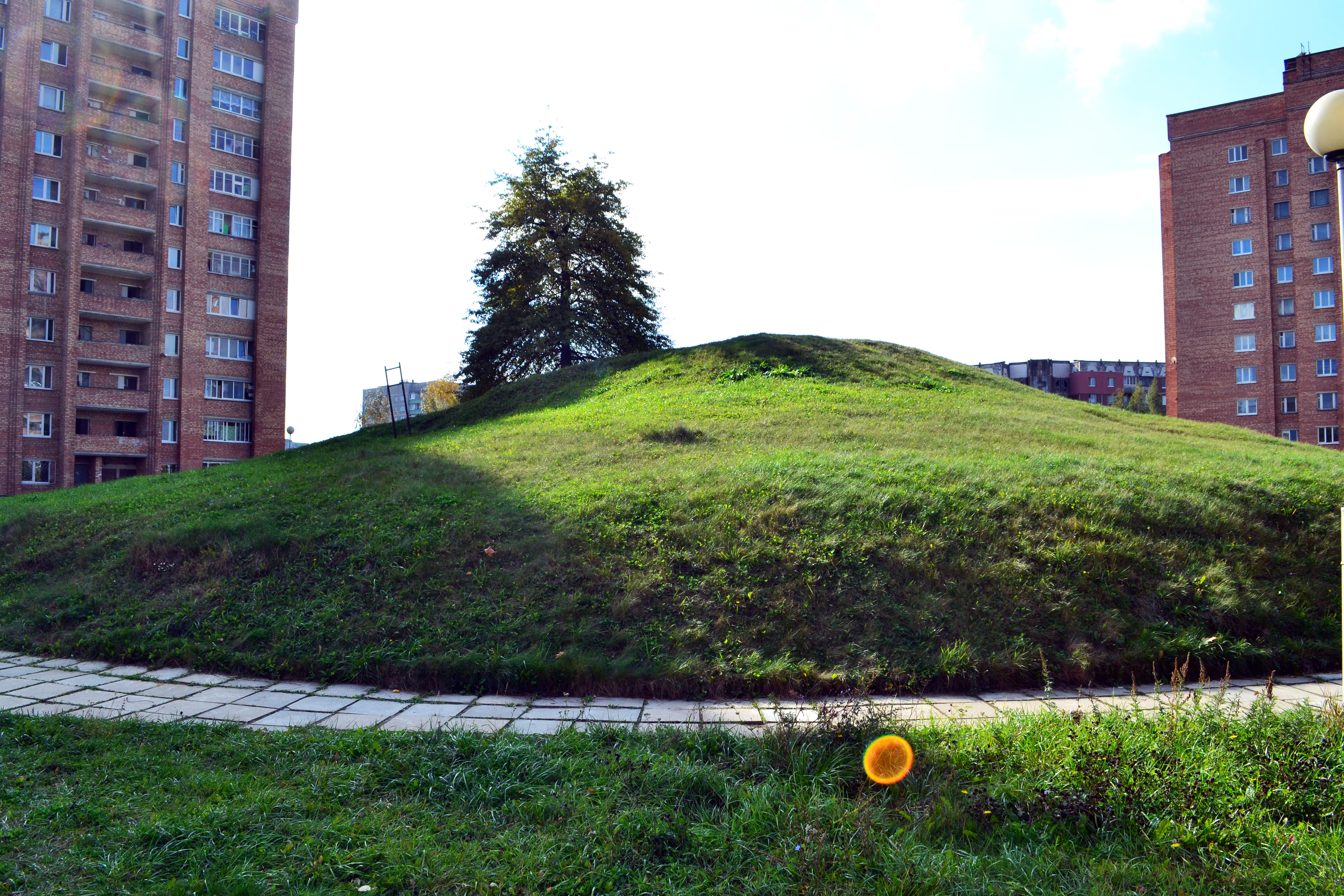
Курган в микрорайоне Юго-Запад-3

Духовным центром района стала недавно освященная православная церковь «Преображения Господня» (напротив универсама «Волгоград»). И хотя ещё предстоит немало сделать, здесь уже проходят богослужения, действует сестричество. Сюда стоит прийти, чтобы послушать замечательное пение церковного хора. На юго-западной окраине Минска, на проспекте газеты «Звязда», напротив дома № 32, корп. 1 сохранился курган времен Киевской Руси. Высота его 4 м, диаметр 20 м. Ещё археологи Института истории АН БССР установили здесь охранную зону. Обследован курган был в 1978 и 1980 годах. Датируется XI веком. Принадлежал дреговичам. К юго-востоку от дома № 26 по проспекту Любимова находится курган высотой 3,5 м, диаметром 20 м. Располагаются в районе и два менее древних захоронения — кладбище Петровщина и кладбище у церкви «Преображения Господня».
Помимо курганов в этом районе найдены ещё и селища — место, где размещалось неукреплённое поселение — деревня. При археологических раскопках на селищах встречаются в основном те же изделия, что и на городищах: обломки лепных глиняных горшков, мисок, кубков, жбанов, металлические, стеклянные и костяные украшения, железные и костяные предметы труда, оружие. Выявлены также жилищные и хозяйственные постройки.
На проспекте газеты «Правда» в 400 метрах на юг от дома № 60, корп. 2 на правом берегу реки Лошицы, рядом с автомобильной дорогой Москва — Брест обнаружено селище площадью около 1 гектара. Археологическими раскопками в 1986 году обследовано 400 м² площади, выявлен культурный пласт толщиной до 0,5 м, найдены остатки 9 наземных срубных жилых построек, печей, фрагменты амфор, глиняная посуда, железные ножи, гвозди, удила, огниво, шило, ключ, украшения из цветных металлов, точильные бруски. Около одной из печей много шлака, что свидетельствует о местной обработке металла.
Датируется X—XIII в.
Ещё одно селище находится на проспекте Любимова в километре юго-восточнее дома № 26, в 50 м от бывшей деревни Дворище. Во время земляных работ часть площади была разрушена. Сохранившаяся площадь (около 0,3 га) обследована в 1986 г. Выявлен культурный пласт толщиной около 0,6 м, найдены изделия из железа и керамики преимущественно конца X—XII в.

## Природа
Между Малиновкой и Юго-Западом по зелёной зоне (получившей в 2012 году название «Парк Павлова») протекает речка Лошица. Историческое её название здесь, в верховье — Лошанка, а в народе она именуется Мухля, что является общеупотребительным названием для мелких речек Беларуси («мухля» означает «грязная речка, канава»). Именно в парке Павлова обычно устраивают праздничные мероприятия и народные гуляния для жителей микрорайона.
Между кварталом Юго-Запад-3 и остатками деревни Сухарево расположен яблоневый сад, сохранившийся с тех времен, когда эти территории еще были пригородом и на них располагался колхоз.
К северу и северо-востоку от микрорайона протекает небольшая речка Мышка, на которой расположен ряд прудов.